# Ușabti
Ușabti  (Ushabti sau shabti), în egipteană însemna "cei care răspund" erau mici statui care constituiau elementul integrant și indispensabil al cortegiului funebru.

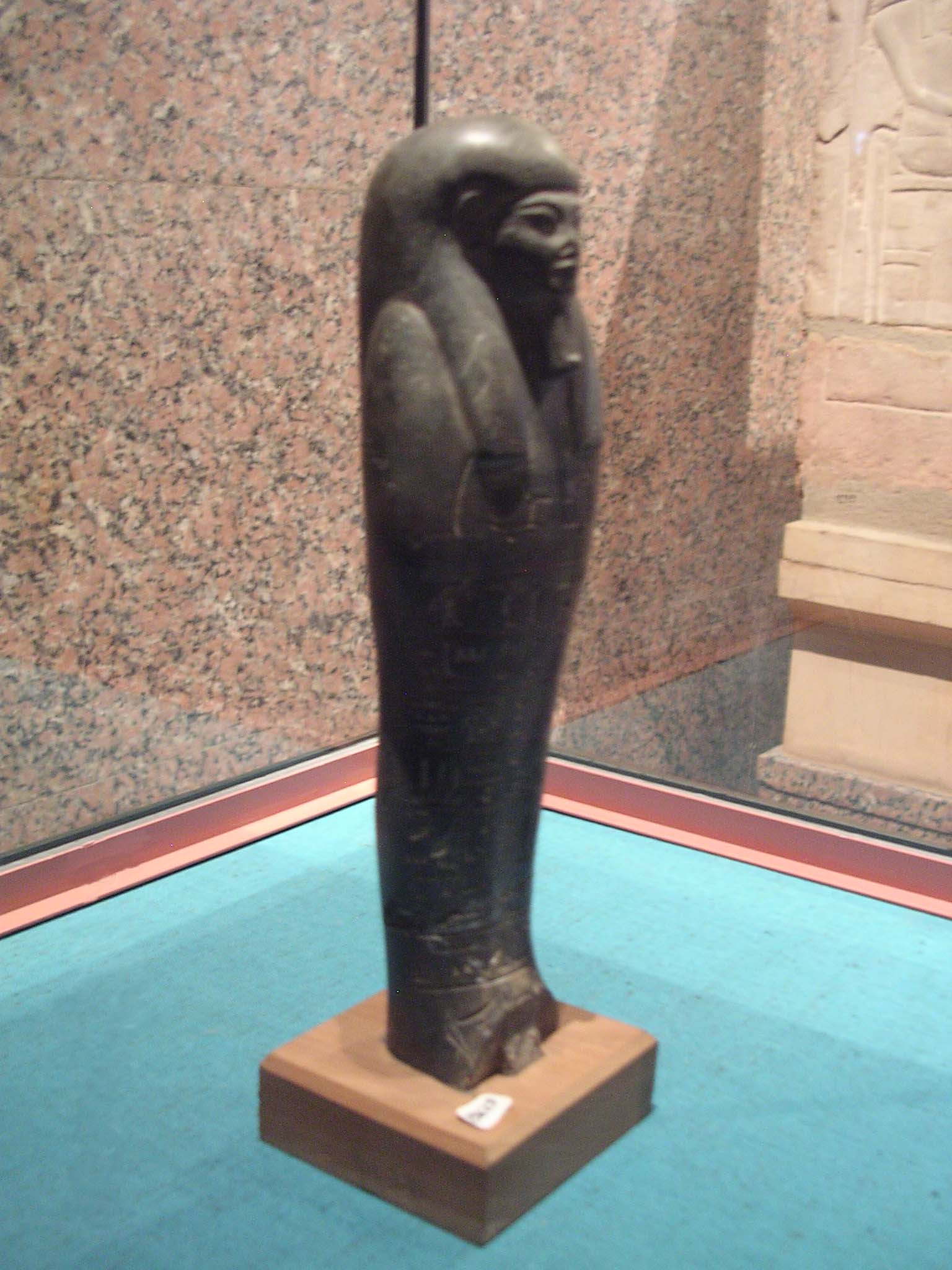
Singurul ushabti găsit în mormântul nobilului Hekanefer

Acești Ushabti reprezentau forțele constructive positive ei făceau parte din practica magică și serveau ca substituți ai defuncților justificați.
Materialele folosite pentru realizarea lor puteau fi prețioase, cum ar fi de exemplu Lapis lazuli și alte pietre sau din materiale mai obișnuite (lemn și faianță).
Diferența materialelor folosite depindea de clasa socială a defunctului, de bogățiile sale și, întrucât deseori ushabti erau oferiți de persoane terțe, depindea de tipologia raportului care îi lega pe aceștia de defunct. Astfel, sub picioarele unor statui ale faraonilor, au fost găsite incise dedicații din partea funcționarilor care dăruiau ușabti, faraonului defunct.